# Konergino
Konergino (russisch Коне́ргино; tschuktschisch Кэӈиергын, Kengijergyn) ist ein Dorf (selo) im Autonomen Kreis der Tschuktschen (Russland) mit 424 Einwohnern (Stand 14. Oktober 2010).

## Geographie
Der Ort liegt gut 200 km Luftlinie nordöstlich des Kreisverwaltungszentrums Anadyr im südlichen Teil der Tschuktschen-Halbinsel, am Beginn einer Landspitze am Ostufer der Kreuz-Bucht, eines Teils des Anadyrgolfs des Beringmeers. Im flachen, sumpfigen Hinterland, das sich bis zum Fuß des Gebirges über 40–50 Kilometer erstreckt, gibt es eine Vielzahl von Seen.
Konergino gehört zum Stadtkreis Egwekinot; es ist von dessen namensgebenden Verwaltungssitz, der Siedlung Egwekinot, etwa 50 km in südsüdöstlicher Richtung entfernt.

## Geschichte
Das Dorf entstand in der heutigen Form ab 1939, als der lokale Dorfsowjet, die Verwaltung des Kolchos und eine Faktorei aus dem an der Nordküste der Tschuktschen-Halbinsel gelegenen Nutepelmen nach dort verlegt wurden. Zuvor gab es dort nur eine kleine Ansiedlung aus den „Jaranga“ genannten traditionellen tschuktschischen Zelten aus einer fellbedeckten Holzkonstruktion sowie Erdhütten. Der Ortsname steht im Tschuktschischen etwa für „gebogenes Feld“ (кэӈи-/каӈэ, kengi/kange „gebogen“; ергын, jergyn „Feld, Ebene“). 1953 wurden ein Krankenhaus und eine Schule mit Internat eröffnet.

## Verkehr
Konergino ist nicht an das Straßennetz angeschlossen. Von Egwekinot besteht Verbindung per Hubschrauber und in der eisfreien Zeit per Boot, im Winter über eine teils über die zugefrorene Kreuz-Bucht führende Piste.